# Dozamura
Dozamura (どざむら) est un mangaka japonais spécialisé dans le hentai né le 6 janvier 1973.

## Œuvres
- Chikiyuu no Himitsu (ちきゆうのひみつ?)
- Doubutsu no Kurashi (動物のくらし?)